# Gobseck

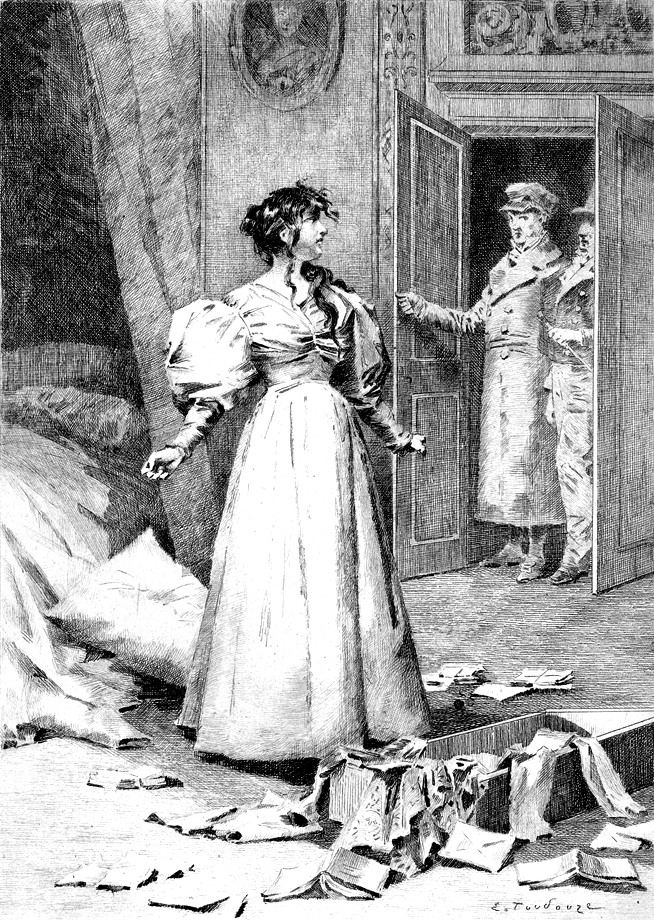
Madame de Restaud, Gobseck und Derville. Madame de Restaud durchsucht die Dokumente ihres Ehemannes kurz nach seinem Ableben.

Gobseck ist ein Roman aus der Reihe Die menschliche Komödie von Honoré de Balzac; er gehört dort zu den Szenen aus dem Privatleben (Scènes de la vie privée).
Das Werk wurde erstmals 1830 unter dem Titel „Der Wucherer“ publiziert. Den Titel Gobseck bekam das Werk bei der Veröffentlichung der Gesamtausgabe 1842.

## Inhalt
Im Salon der Herzogin de Grandlieu unterhält sich Madame mit einem Freund des Hauses, dem Anwalt Derville. Sie erzählt ihm über die Zuneigung ihrer Tochter Camille zu Ernest de Restaud. Madame de Grandlieu ist gegen diese Bindung; sie hält Ernests Mutter für eine äußerst verschwenderische Frau, die außerdem in eine Romanze mit Maxim de Trailles verwickelt ist. Derville ist gegensätzlicher Meinung, er weist auf Ernests Vermögen hin und erinnert, dass es das Geld ist, welches in Paris die Hauptrolle spielt. 
Daraufhin erzählt er eine Geschichte aus seiner Jugend, in der ein holländischer Jude namens Gobseck sein Nachbar gewesen ist. Es war ein Darlehen von ihm, das es Derville ermöglichte, Anwalt zu werden, und die Beobachtung von Gobsecks Besuchern lehrte ihn viel über das Leben in Paris. Er erfuhr unter anderem die wahre Geschichte der Madame de Restaud: die Herzogin hat ihren Gatten wegen ihres Liebhabers, Maxim de Trailles, ruiniert und brachte ihn schließlich ums Leben, indem sie von den nichtehelichen Kindern erzählte, die ihr Gatte für seine gehalten hat.
Inzwischen war Gobseck bereits der Besitzer eines Großteils des Vermögens der Restauds. Der Herzog hat im Sterbebett das meiste aus dem übriggebliebenen Vermögen seinem ehelichen Sohn Ernest vermacht, ohne die Kinder seiner Frau ganz zu enterben. Madame de Restaud hat aber das ungelesene Testament zerstört, wobei sie sich erst später davon überzeugen konnte, damit ihre eigenen Kinder ruiniert zu haben. 
Gobseck hatte sich inzwischen bereichert und starb erst viele Jahre später. Sein Vermögen vermachte er Ernest de Restaud und seiner entfernten Verwandten Esther van Gobseck (eine Hauptfigur in Glanz und Elend der Kurtisanen).

## Erzähltechnik
Gobseck stellt eine weitere in der menschlichen Komödie eingesetzte Technik „einer Erzählung in einer Erzählung“ dar, denn die hauptsächliche Handlung des Romans besteht nicht in der gegenwärtigen Situation (Konversation im Hause der Herzogin de Grandlieu), sondern in der Erzählung von Derville.
Die Analyse des Wucherers gehört zur Gruppe der Werke, welche im Einzelnen die versteckten, aber für das Verständnis der großen Pariser Welt essentiellen Institutionen darstellen. Es ist damit eine Vervollständigung der Beschreibung des Bankwesens in Das Haus Nucingen. Auf diese Weise fügt sich Gobseck in das allgemeine Bild der zeitgenössischen Welt und in die Analyse des in ihm regierenden Geldes. 
Der Aufbau des Romans, in dem die scheinbar nebensächliche Geschichte die wichtigste Rolle spielt, ist eine Spiegelung des beschriebenen Problems – der Rolle und der Position der Wucherer in der Gesellschaft. Gleichzeitig ist der Roman ein Lob der menschlichen Energie und eine Darstellung der Macht eines Einzelnen, der seine Epoche versteht und bereit ist, der Gesellschaft mutig entgegenzutreten. Eine solche Gestalt ist der titelgebende Wucherer Gobseck.